# Ensiferum
 Ensiferum je finska folk/viking metal glasbena skupina. Izraz ensiferum je latinskega izvora in pomeni nosilec železa, kar v kontekstu pomeni nosilec orožja.

## Zgodovina
Začetki delovanja skupine Ensiferum segajo v leto 1995. Markus Toivonen je s prijatelji ustanovil band Dark Reflections, s katerim so igrali predvsem priredbe Megadeth, Pantera ter ostalih heavy metal skupin. Markus pa je kmalu po ustanovitvi banda, zaradi drugačnih interesov zapustil Dark Reflections in začel razmišljati o novem projektu. Navdušen je bil predvsem nad folk glasbo ter melodični death metal. Odločil se je, da bo ti dve zvrsti združeval v svojem novem projektu, k projektu je najprej povabil bobnarja Kimma Miettinena, kasneje pa še basista Saulija Savolainena. Tako je nastal nov band, imenovan Ensiferum.
Skupaj so zaceli vaditi leta 1996 in Markus je kmalu napisal svoje prve tri avtorske pesmi: Knighthood, Old man in Frost. Istega leta se je bandu kot pevec ter drugi kitarist, priključil Jari Maenpaa. Jari je kmalu prevzel glavno vlogo pri pisanju besedil komadov. Napisal je besedilo za pesem Old man ter uredil besedili za Knighthood in Frost, ki sta ju napisala Markus oziroma Sauli. Decembra so nastopili na svojem prvem koncertu v mladinskem centru v Pasili. Zaigrali so samo pesem Old man, ki je bila v tistem trenutku edina povsem dokončana.
Januarja 1997 je Jari odšel na obvezno služenje vojaškega roka in delovanje v bandu se je začasno ustavilo. Kljub temu preostala trojica v tem času ni počivala, temveč so zbirali ideje za nadaljnje delo ter izpopolnili svoje tehnične sposobnosti. Jari je končal služenje v vojski ob koncu leta 1997 in fantje so se začeli pripravljati na snemanje prvega dema. Ta je bil posnet novembra istega leta v studiu Kivi, na njem pa so bile predstavljene pesmi: Frost, Old man in Knighthood.
Po izidu dema so Ensiferum uspešno nastopili se na dveh koncertih v Pasili, nato pa so se nekaj časa ubadali s kadrovskimi težavami. Kimmo Miettinen se je priključil bandu Arthemesia, Sauli Savolainen pa se je posvetil šolanju. Markus z njunim pasivnim delom ni bil zadovoljen, zato je začel iskati nova člana. Zamenjavo za Miettinena je našel v Oliverju Fokinu, ki je, ironično, prej igral v bandu Arthemesia. Ker Sauli še vedno ni kazal večjega zanimanja za delo, ga je zamenjal Miettinenov mlajši brat. Ta je bil ob prihodu v Ensiferum star komaj 14 let.
Nova zasedba (Markus Toivonen, Jari Maenpaa, Oliver Fokin - nov bobnar in Jukka-Pekka Miettinen - novi basist) je zavihala rokave in se začela intenzivno pripravljati na drugi demo, za katerega so pripravili štiri komade: The dreamer's prelude, Little dreamer (Vainamoinen ii), Warrior's quest in White storm. Demo so posneli januarja 1999, v MD studiu. Novembra istega leta so začeli snemati se svoj tretji, zadnji demo, s pomočjo Janneja Joutsenniemija (člana skupine Stone in suburban tribe). Demo je vseboval 5 skladb: Intro, Hero in a dream, Eternal wait, Battle song in bonus komad Guardians of fate. Pri pesmi Eternal wait je kot posebna gostja nastopila vokalistka Johanna Vakkuri, prijateljica banda. Demo je bil izdan z novim logom, ki ga je izdelal Tuomas Tahvanainen.
Tretji demo je pozel velike uspehe ter dobil nagrado za najboljši demo meseca v več revijah. Založba Spinefarm je po izidu dema takoj kontaktirala band in jim ponudila pogodbo, ki je fantje, jasno, niso zavrnili. Novembra 2000 so začeli snemati svoj prvi album v studiu Sundicoop, s kar tremi gosti: Trollhorn - klaviature, Johanna Vakkuri - ženski vokal ter Marita Toivonen.
Album je v svojem studiju, spomladi leta 2001, zmiksal Tuomo Valtonen, medtem pa se je Bandu pridružila tudi nova članica, klaviaturistka Meiju Enho. Album, poimenovan Ensiferum, je izšel julija 2001, odzivi poslušalcev pa so bili izjemni.
Band je kmalu po izidu prvega albuma že začel pripravljati material za nov album, katerega so se odpravili snemati poleti 2003 na Dansko, v koebenhavnski studio Sweet Silence. Vzrok za snemanje v tujem studiu je bil prav njegov lastnik, znani producent Flemming Rasmussen, ki je produciral mnoge znane albume (Metallica - Master of Puppets, Ride the lightning idr.). Po končanem snemanju je ensiferume šokirala novica kitarista ter pevca Jarija Maenpaa, ki se je odločil zapustiti band. Iskanje njegove zamenjave se je pričelo takoj, saj so jo nujno potrebovali za prihajajočo turnejo. Našli so jo dokaj hitro, v vokalistu/kitaristu banda Norther, Petriju Lindroosu, ki je z njimi nastopil na turneji po Evropi.

## Zasedba

### Trenutna zasedba
- Petri Lindroos (vokal, kitara)
- Markus Toivonen (kitara)
- Sami Hinkka (bas kitara)
- Janne Parviainen (bobni)
- Emmi Silvennoinen (klaviature)

### Bivši člani
- Meiju Enho - klaviature
- Kimmo Miettinen - bobni
- Oliver Fokin - bobni
- Jukka-Pekka Miettinen - bas kitara
- Sauli Savolainen - bas kitara
- Jari Mäenpää - vokal in kitara
- Henri »Trollhorn« Sorvali - klaviature

## Diskografija
- Demo I - 1997 (demo)
- Demo II - 1999 (demo)
- Hero in a Dream - 1999 (demo)
- Ensiferum - 2001
- Tale of Revenge - 2004 (single)
- Iron - 2004
- 1997 - 1999 - 2005 (kompilacija)
- Dragonheads - 2006 (EP)
- 10th Anniversary Live - 2006 (DVD)
- One More Magic Potion - 2007 (single)
- Victory Songs - 2007
- Unsung Heroes - 2012
- One Man Army - 2015
- Two Paths - 2017
- Thalassic - 2020
- Winter Storm - 2024